# Дракшъл
Дракшъл (на словенски: Drakšl) е село в Словения, Подравски регион, община Ормож. Според Националната статистическа служба на Република Словения през 2015 г. селото има 106 жители.